# Amblyolpium franzi
Espèce
Amblyolpium franzi est une espèce de pseudoscorpions de la famille des Garypinidae.

## Distribution
Cette espèce est endémique de Madère au Portugal. Elle se rencontre à Porto Santo sur le Pico Branco et sur l'île de Madère.

## Description
Le mâle holotype mesure 2,2 mm.

## Étymologie
Cette espèce est nommée en l'honneur de Herbert Franz.

## Publication originale
- Beier, 1970 : Ergänzungen zur Pseudoskorpionidenfauna der Kanaren. Annalen des Naturhistorischen Museums in Wien, vol. 74, p. 45-49 (texte intégral).